# メディア・レモラス
株式会社メディア・レモラス（MEDIA REMORAS）は、かつて日本に存在したポニーキャニオン傘下のレコード会社。主にアニメソングなどを手掛けていた。

## 概要
創立時の社長はフジテレビから出向した横澤彪が就任した。社名のレモラスは、コバンザメを意味するレモラに由来し「メディアに密接に張り付いて共に進みたい」との意味を込めての命名である。

## 来歴
1987年に英ヴァージン・レコードとポニーキャニオンの出資で設立した日本法人ヴァージン・ジャパンを前身とし、1992年に英EMIがヴァージン社を買収したため、日本の元子会社をポニーキャニオンが買収し社名をメディア・レモラスとした。
1996年秋に全作品が廃盤となり、後年フィッシュマンズと叫ぶ詩人の会の旧譜はポニーキャニオンから再発売されたが、幽☆遊☆白書関連作品や高橋ひろ・馬渡松子の旧譜は再発売されずベスト・アルバムのみのリリースとなっている。ヴァージン・ジャパンから発売された作品の内、レニー・クラヴィッツやベリンダ・カーライルなどの洋楽作品は東芝EMIへ移管されたが、邦楽作品はメディア・レモラス社名変更後の1993年に鈴木結女と馬渡松子の旧譜のみ再発売され、高見沢俊彦やEPOらの作品は廃盤となっている。
1997年に経営の合理化のあおりを受け、担当であったテレビアニメ『みどりのマキバオー』の放映終了後、親会社のポニーキャニオンに事業譲渡し解散した。
メディアレモラスに在籍した歌手は叫ぶ詩人の会のみポニーキャニオンへ移籍。同社保有の原盤権もポニーキャニオンへ移管されたが、一部スタッフはテイチクが立ち上げた「ワンダーエンターテイメント」に転籍。同社所属だった鈴木結女と椎名恵が移籍。鈴木が同社からリリースした作品は原盤権がテイチクに移管された上で1997年2月・3月にかけワンダーから再発売されている。

## かつて所属したアーティスト
- 秋吉満ちる
- 有近真澄 - ヴァージン・ジャパン邦楽第1弾アーティスト。
- VisioN - ヴァージン・ジャパン時のアーティスト。『らんま1/2熱闘編』のオープニングテーマを担当。
- EPO - ヴァージン・ジャパン時代にアルバムをリリース。1992年に東芝EMIへ移籍後、1996年7月に同社に再移籍しシングル1枚リリース。
- GWINKO
- 叫ぶ詩人の会
- 椎名恵 - 1995年に東芝EMIから移籍。シングル2枚リリース。
- 鈴木結女 - ヴァージン・ジャパン邦楽第1弾アーティスト。『NINKU-忍空-』のオープニング・エンディングテーマ曲を全般担当。トヨタなどCMソングも手掛けた。
- 高橋ひろ - 『幽☆遊☆白書』エンディングテーマに『アンバランスなKissをして』と『太陽がまた輝くとき』が使用。メディア・レモラスとして最高の売上を記録。
- 高見沢俊彦
- 西司
- フィッシュマンズ - 1996年にポリドールへ移籍。
- 馬渡松子 - フルアルバム（10曲入）4枚を制作。『幽☆遊☆白書』のオープニング・エンディングも担当した。
- MEN'S 5
- RONDO FOLIA - 『東京23区の女』オープニング・テーマ曲『Refrain』（作詞：作曲GEORGE）を担当。

## 発売されたアニメビデオ
- 『幽☆遊☆白書』オープニング・エンディング大百科

発売元のメディア・レモラスが解散したため、発売元が別会社に移りDVD版が発売されている。